# 博马 (洛特省)
博马（法語：Beaumat，法語發音：[boma]）是法国洛特省的一个旧市镇，属于古尔东区。2016年，博马与临近的4个市镇合并为新市镇克尔德科斯。

## 地理
博马（44°39'34"N, 1°31'12"E）面积8.1 平方千米，位于法国奧克西塔尼大區洛特省，该省份为法国西南部内陆省份，北起顺时针与科雷兹省、康塔爾省、阿韦龙省、塔恩-加龙省、洛特-加龍省和多尔多涅省接壤。
与博马接壤的市镇（或旧市镇、城区）包括：弗赖西内、拉莫特卡塞勒、瓦亚克、米拉堡。
博马的时区为UTC+01:00、UTC+02:00（夏令时）。

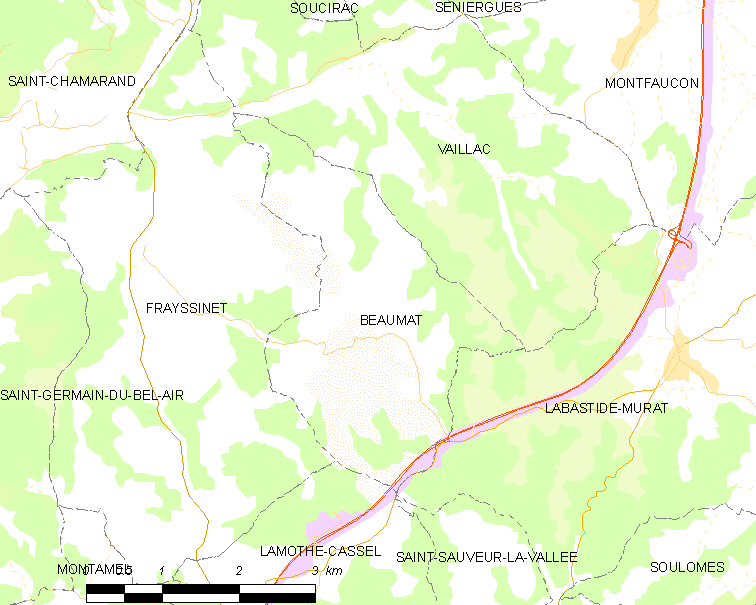
博马的OSM定位图

## 行政
博马的邮政编码为46240，INSEE市镇编码为46019。

## 政治
博马所属的省级选区为科斯和布里亚讷县。

## 人口

1962-2008年间博马人口变化图示

博马于2018年1月1日时的人口数量为75人。